# 霜降り造り
霜降り造り（しもふりづくり）は日本料理における調理法、および料理。「霜降り作り」ともいう。魚介類や鶏肉などを熱湯に通し冷水にさらしたもの。表面のみ白くする。「霜降りにする」ことを「湯引きする」とも言う。

## 刺身料理
生の魚介類を刺身とした場合、食品によっては硬さや臭み、ぬめり、脂肪等が味や食感を損なうことがある。「霜降り造り」にすることでそれらを取り除き、おいしく食べることができる。また食材の表面が固まることで旨味が逃げない。
「湯あらい」ともいい、70度程度の湯でさっと洗い、氷水で冷やす。ハモの場合は特に、「ちり造り」「落とし」ともいい熱湯に落とす。他には、「皮霜造り」「焼き霜造り」もある。
温度や時間などが異なると、「半生」や「生煮え」になる。

## 調理法
「霜降り造り」に通じる調理法に「霜降り」がある。例えば、吸物の多くは「すまし仕立て」の熱いつゆに、魚介類等の実を合わせる。魚介類等をそのままつゆに入れるとつゆが濁ったり、旨味が逃げてしまうことがある。下ごしらえに熱湯に通し、または軽く炙り、冷水にさらすことで表面のみ軽く火を入れる。これが調理法の「霜降り」である。
皮霜作り
鯛など皮に旨味があるが生では食べ難い場合に、皮を上にし布巾をかけて熱湯をかける調理法。
湯引き
魚肉に熱湯をかける、または、素早く熱湯にくぐらせる調理法。